# Академическая гребля на летних Олимпийских играх 2024 — четвёрки (мужчины)
Соревнования мужчин в гребле в четвёрках распашных на летних Олимпийских играх 2024 года прошли с 28 июля по 1 августа 2024 года на Национальном олимпийском водном стадионе региона Иль-де-Франс в пригороде Парижа Вер-сюр-Марн.

## Формат соревнований
Класс четвёрок распашных относится к распашным классам академической гребли, когда гребец использует только одно весла, рулевого нет. Олимпийские соревнования проводятся в несколько раундов. Первый раунд состоит из двух заездов. Первые две лодки из каждого заезда выходят в финал А, остальные проходят в утешительные заезды. Утешительный заезд – это раунд, который дает гребцам второй шанс пройти в полуфинал. Две лучшие лодки из утешительного заезда проходят в финал А, остальные в финал В.
Финалы являются заключительным этапом, определяющим итоговые места. В финале А разыгрываются медали, а также места с 4 до 6-го, в финале B определяются места с 7-го по 9-е.

## Расписание
Соревнования продолжались в течение пяти дней. Указанное время ниже время – это время начала сессии; в течение сессии могут проводиться заезды в нескольких классах судов по академической гребли.
Время начала соревнований указано местное (UTC+2)
| Дата                     | Время | Раунд               |
| ------------------------ | ----- | ------------------- |
| Воскресенье 28 июля 2024 | 12:50 | Заезды              |
| Вторник 30 июля 2024     | 11:40 | Утешительные заезды |
| Четверг 1 августа 2024   | 11:06 | Финалы              |

## Призёры
| Золото                                                      | Серебро                                                                              | Бронза                                                                        |
| США · Джастин Бест · Ник Мид · Майкл Грейди · Лиам Корриган | Новая Зеландия · Олли Фитцрой Маклин · Логан Ульрих · Томас Мюррей · Мэтт Макдональд | Великобритания · Оливер Уилкс · Дэвид Эмблер · Мэтт Олдридж · Фредди Дэвидсон |

## Составы команд
| Номер | Спортсмены                                                                    | Страна         |
| ----- | ----------------------------------------------------------------------------- | -------------- |
| 1     | Фергюс Хэмилтон Александр Хилл Тимоти Мастерс Джеймс Робертсон                | Австралия      |
| 2     | Оливер Уилкс Дэвид Эмблер Мэтт Олдридж Фредди Дэвидсон                        | Великобритания |
| 3     | Маттео Лодо Джованни Абаньяле Джузеппе Вичино Николас Коль                    | Италия         |
| 4     | Эли Брауер Гус Молле Нельсон Ритсема Рик Риенкс                               | Нидерланды     |
| 5     | Олли Фитцрой Маклин Логан Ульрих Томас Мюррей Мэтт Макдональд                 | Новая Зеландия |
| 6     | Богдан-Сабин Байток Александру-Лаурентию Данчу Андрей Мандрила Чипрьян Тудосэ | Румыния        |
| 7     | Джастин Бест Ник Мид Майкл Грейди Лиам Корриган                               | США            |
| 8     | Тибо Тюрлан Гиойм Тюрлан Бенуа Брюне Тео Рейе                                 | Франция        |
| 9     | Йоэль Шюрх Тим Рот Патрик Брюннер Кай Шецле                                   | Швейцария      |

## Результаты

### Заезды
Две лучших лодки из каждого заезда выходят в финал А, остальные проходят в утешительный заезд

#### Заезд 1
| Место | Дорожка | Страна         | Время   | Примечание |
| ----- | ------- | -------------- | ------- | ---------- |
| 1     | 1       | Новая Зеландия | 6:03.08 | FA         |
| 2     | 5       | Великобритания | 6:05.63 | FA         |
| 3     | 3       | Румыния        | 6:06.60 | R          |
| 4     | 2       | Нидерланды     | 6:08.75 | R          |
| 5     | 4       | Италия         | 6:14.65 | R          |

#### Заезд 2
| Место | Дорожка | Страна    | Время   | Примечание |
| ----- | ------- | --------- | ------- | ---------- |
| 1     | 1       | США       | 6:04.95 | FA         |
| 2     | 5       | Австралия | 6:06.84 | FA         |
| 3     | 3       | Франция   | 6:07.52 | R          |
| 4     | 2       | Швейцария | 6:10.86 | R          |

### Утешительный заезд
Две лучшие лодки проходят в финал А, остальные в финал В.
| Место | Дорожка | Страна     | Время   | Примечание |
| ----- | ------- | ---------- | ------- | ---------- |
| 1     | 1       | Италия     | 5:52.65 | FA         |
| 2     | 4       | Румыния    | 5:53.52 | FA         |
| 3     | 3       | Франция    | 5:53.59 | FB         |
| 4     | 2       | Нидерланды | 5:56.86 | FB         |
| 5     | 5       | Швейцария  | 6:00.29 | FB         |

### Финалы

#### Финал B
| Место | Дорожка | Страна     | Время   |
| ----- | ------- | ---------- | ------- |
| 7     | 1       | Нидерланды | 5:56.35 |
| 8     | 2       | Франция    | 5:57.78 |
| 9     | 3       | Швейцария  | 6:02.61 |

#### Финал A
| Место | Дорожка | Страна         | Время   |
| ----- | ------- | -------------- | ------- |
| 1     | 3       | США            | 5:49.03 |
| 2     | 4       | Новая Зеландия | 5:49.88 |
| 3     | 2       | Великобритания | 5:52.42 |
| 4     | 1       | Италия         | 5:55.07 |
| 5     | 6       | Румыния        | 5:56.85 |
| 6     | 5       | Австралия      | 6:00.35 |